# Tenson (chanson)

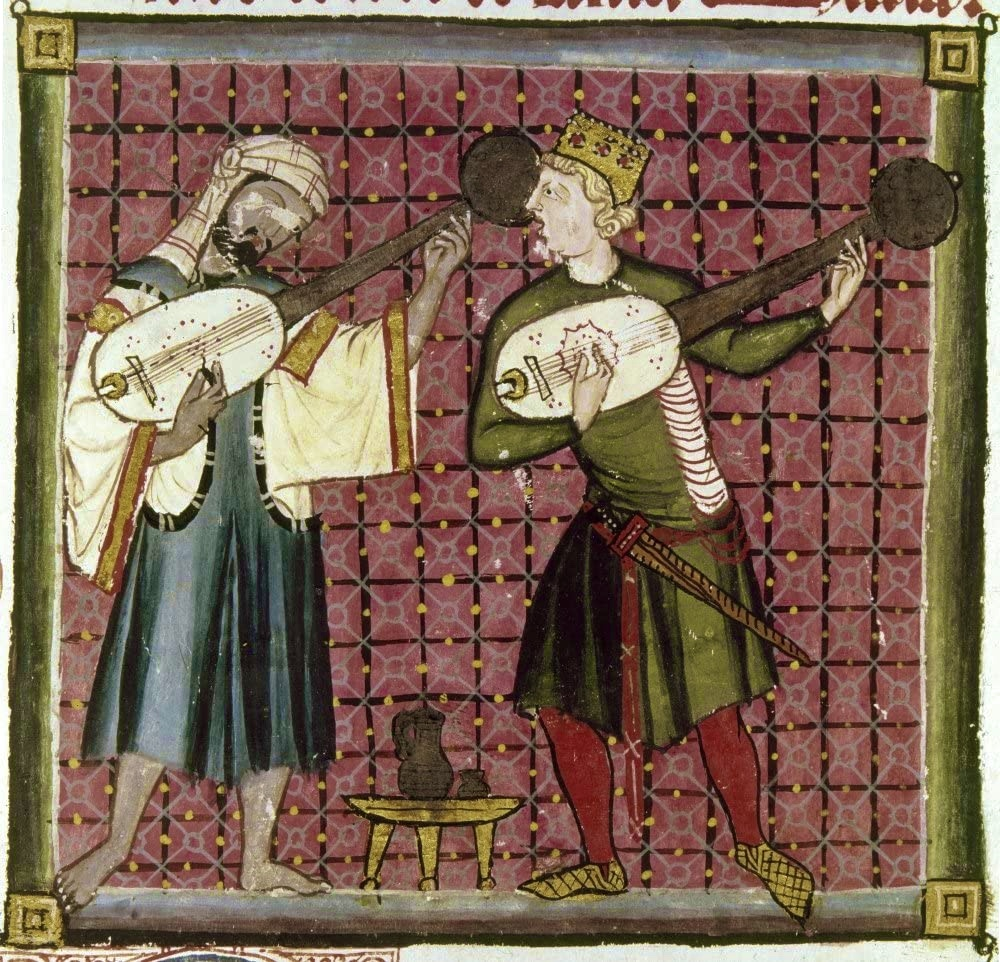
Image de Cantigas de Santa Maria montrant deux musiciens, chrétien et musulman, jouant des instruments à cordes (XIIIe siècle)

La tenson ou tençon en occitan est un genre poétique issu de la tradition des troubadours, qui consiste en une sorte de joute verbale basée sur le dialogue et la discussion. L’un des exemples les plus anciens de tenson est le sonnet dont Giacomo da Lentini fut l’inventeur, la Tenzone (Tenson) (débat amoureux) entre Pierre Des Vignes et Jacopo Mostacci, arbitrée par Giacomo.
C'est une forme littéraire et musicale traditionnelle de la poésie lyrique occitane, qui a entre autres influencé l'œuvre de Chrétien de Troyes. Sa chanson Amors, tençon et bataille transpose en langue d'oïl les structures formelles de la canso des troubadours d’oc.
Le genre est ensuite repris sous d'autres formes par des poètes comme Dante.
Le terme est également utilisé pour décrire des textes littéraires antiques (par exemple la littérature sumérienne) relevant du genre de la controverse.